# Vinograd
 Ovo je glavno značenje pojma Vinograd. Za druga značenja pogledajte Vinograd (razdvojba).
Vinograd je poljoprivredno zemljište koje je zasađeno s vinovom lozom i koje se koristi za vinogradarstvo ili proizvodnju grožđa.
Kvalitetu ploda vinograda odlučuju brojni čimbenici, kao što je primjerice lokacija, izloženost suncu, mikroklimatski uvjeti i tlo.
Zaštitnici vinogradara su sveti Urban i sveti Martin.

## Vanjske poveznice
- Croatian Wine Organization  Arhivirana inačica izvorne stranice od 10. srpnja 2017. (Wayback Machine)